# Chalchiuhtlicue

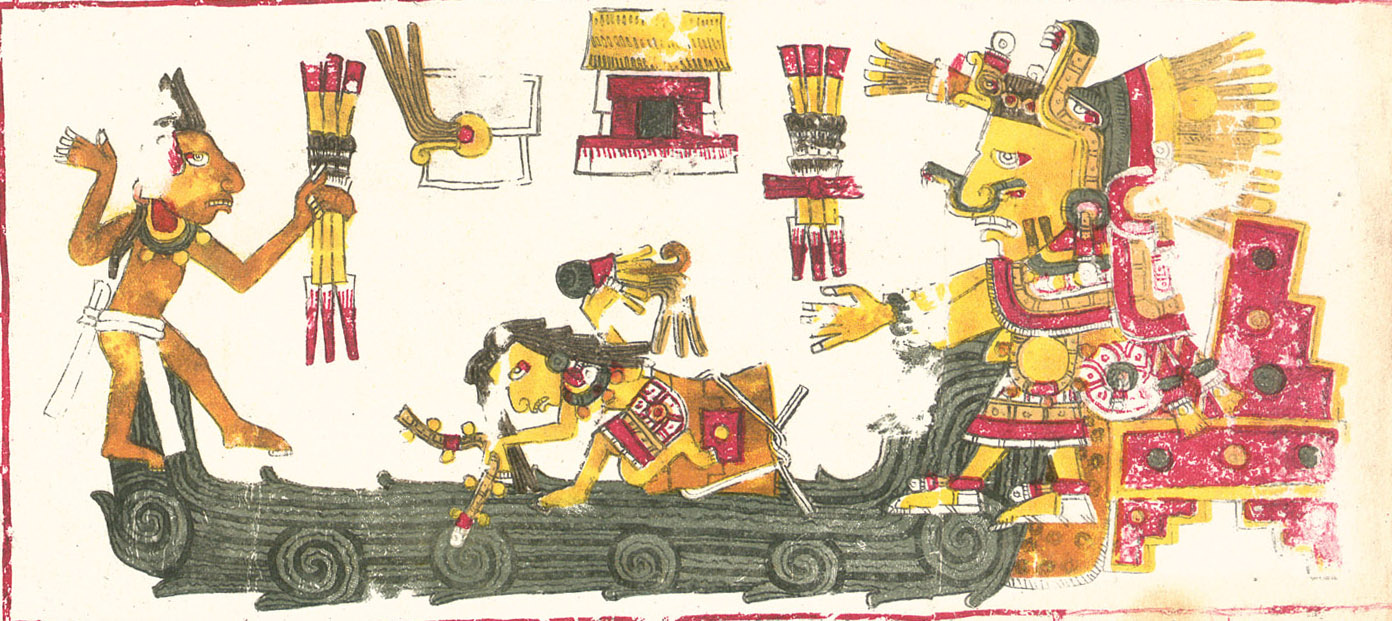
Chalchiuhtlicue en el Códice Borgia.

Chalchiuhtlicue (del náhuatl: Chalchiwtlikweh ‘la que tiene su falda de jade’‘chalchiwitl, jade; i-, su; kweitl, falda’) en la mitología mexica es la diosa de los lagos y las corrientes de agua, esposa de Tláloc, dios de las lluvias. También es patrona de los nacimientos. Preside sobre el día 5 Serpiente y sobre la trecena de 1 Caña.
Fue una de las deidades femeninas más destacadas, vinculada al líquido en el mundo mesoamericano. Chalchiuhtlicue fue considerada también como la más importante protectora de la navegación costera en el México antiguo. En la mitología tlaxcalteca se le conoce como Matlalcueye.

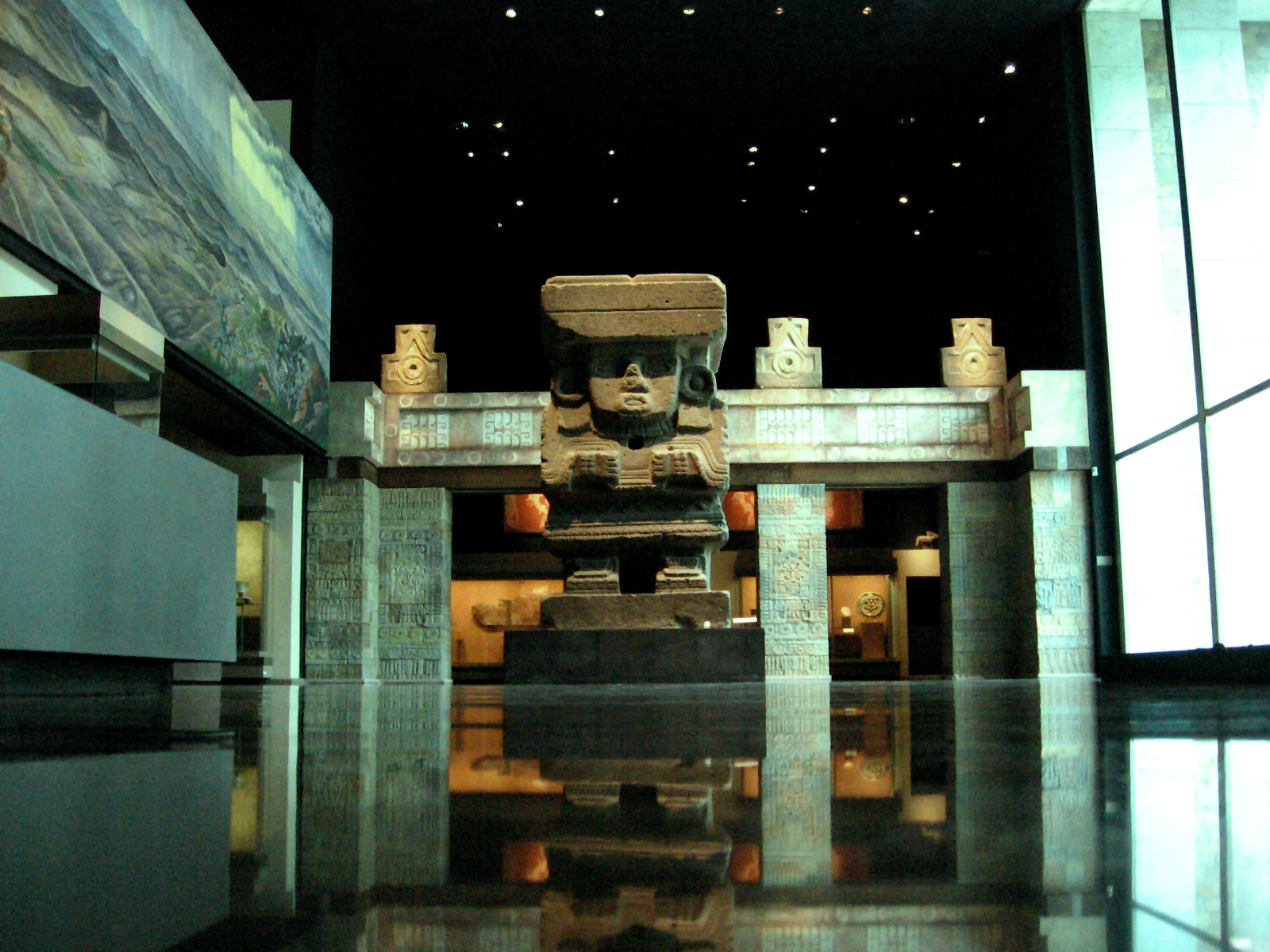
Diosa Agua.

## Mito

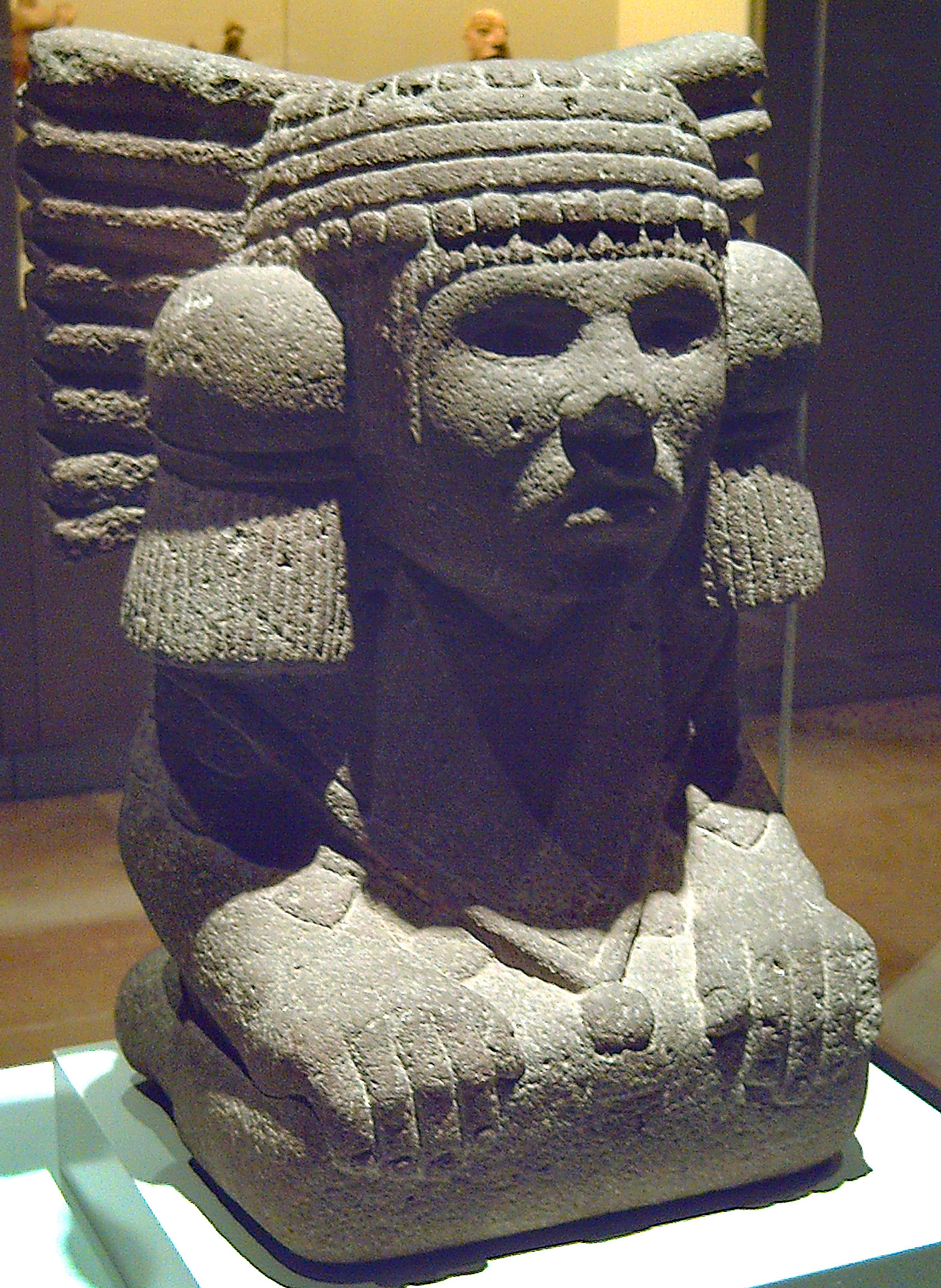
Escultura en piedra que representa a la diosa Chalchiuhtlicue. Obra de la Cultura Azteca.

En el mito de los cinco soles, ella alumbró el cuarto Sol, en la era Cuatro-Agua. Durante su reinado el cielo era de agua, la cual cayó sobre la tierra como un gran diluvio a manos de esta diosa. Los seres humanos se transformaron en peces. Consorte o contraparte femenina de Tláloc, con él fue madre de Tecciztécatl y rigió sobre Tlalocan. En su aspecto acuático, es conocida como Acuecueyoticihuatl, diosa de los océanos, los ríos y todas las aguas que corren, así como patrona de las parturientas. Se dice también que fue esposa de Xiuhtecuhtli. A veces se la asocia con la diosa de la lluvia, Matlálcueitl.
Según otra leyenda, Chalchiuhtlicue no era la esposa de Tláloc, sino su hermana. Tláloc tuvo por primera esposa a Xochiquetzal, la diosa de las flores y del “bien querer”, pero le fue robada por Tezcatlipoca. Tomó entonces por esposa a la diosa Matlalcueitl, “la de las faldas verdes”, nombre antiguo de la montaña de Tlaxcala que actualmente conocemos por la Malinche.
Esta leyenda nos manifiesta la relación que la gente del Anáhuac percibía entre sierras y las lluvias, y que hizo dar el nombre de Tláloc a la montaña que forma parte de la cordillera del Iztaccíhuatl y que todavía conserva ese nombre.
En el arte, Chalchiuhtlicue se ilustra usando una falda verde y con breves líneas negras verticales en la parte inferior de su rostro. En algunos casos pueden verse niños recién nacidos en una corriente de agua que surge de sus faldas. Se la encuentra representada en varios manuscritos de México, incluyendo las placas 11 y 65 del Códice Borgia (precolombino), en la página 5 del Códice Borbónico del siglo XVI, y en la página 17 del Códice Ríos. Sus esculturas están generalmente hechas de piedra verde, como corresponde a su nombre.
Huitzilopochtli y Ometecuhtli), después de dar vida a los primeros hombres (Oxomoco y su mujer Cipactonal), de hacer los días y los meses, la tierra, los cielos y los dioses del inframundo, se juntaron para criar al dios y a la diosa del agua [...] e hicieron a Tlalteuctli (Tláloc) y a su mujer Chanchiutlicue [...] Se indica también que ‘En el treceño año después de este segundo cuento de trece, que es el año 26 después del diluvio, visto que estaba acordado por los dioses de hacer el sol y habían hecho la guerra para darle de comer, quiso Quetzalcóatl que su hijo fuese sol, el Tlalocatecutli, dios del agua, hiciese a su hijo de él y de Chalchiuhtlicue, que es su mujer, celeste.
Sahagún (1969: 50-51, t. I) compara a Chalchiuhtlicue con Juno, indicando que pintábanla como a mujer, y decían que era hermana de los dioses de la lluvia y que llaman Tlaloques; honrábanla porque decían que ella tenía poder sobre el agua de la mar y de los ríos, para ahogar a los que andaban en estas aguas y hacer tempestades y torbellinos en el agua, anegar los navíos y barcos y otras cosas que andaban por el agua [...]
Otra posible teoría que explica la procedencia de su nombre es la calendárica: La fecha 9 Atl del calendario maya, cuyo significado era agua, elemento estrechamente vinculado con Chalhiuhtlicue, Señora de las aguas terrestres. Entre sus distintas manifestaciones encontramos los siguientes nombres: Atlatona “la que brilla en las aguas”, Acuecueyotl “falda de agua”, cuando hay olas y ondas; Ahuic “a una parte y a otra”, lo que indica que se mueve y muda a todas partes; Apozonalotl, “espuma de agua”, cuando en las rápidas corrientes de los ríos aparece la espuma; Atipac calqui cihuatl “mujer que tiene casa encima del agua” (su casa aparece casi siempre cimentada sobre una tortuga que nada en amplias aguas); Alacamani, “las tempestades excitadas en el agua”, cuando aparece agitada, alborotada; Alacoaya “agua triste”, lagos y lagunas o riachuelos en proceso de secarse; Ayauh, “diosa de la niebla”; Xixiquipilihui, “ la que se hace bolsas”, cuando el agua se riza por vientos contrarios, aunque leves.
Los Tezcatlipocas, después de haber creado el mundo, dieron organización particular a las aguas. Así es como surgen Tlalloccantecuhtli y su consorte Chalchihiuhtliue, declarados dioses del quinto elemento. Númenes de alta jerarquía para pueblos en los que su principal sustento económico es la agricultura, a tal grado que el templo mayor de Tenochtitlán tiene en la cumbre dos adoratorios, uno dedicado a Huitzilopochtli que se supone la deidad principal de los aztecas, y el otro a Tlalloccantechtli. Chalchiuhtlicue, “la de la falda de jades o falda preciosa” conforma el hueyatl (mar) y por eso el golfo de México se llama Chalchiuhtlicueyecatl, “morada de la que tiene falda de esmeraldas”. También en Teotihuacán fue hallada una enorme estatua monolítica que ha sido asignada a esta diosa, pues lleva una falda decorada con una franja de volutas semejantes a las del signo atl, agua.

## Iconografía
Los atavíos con que pintaban a esta diosa eran la cara de color amarillo, con un collar de piezas preciosas con un colgante de oro: en la cabeza una corona hecha de papel, pintada de azul claro, con unos penachos de plumas verdes y unas bolas también de azul claro. Las orejas estaban labradas de color turquesa en obra mosaica y vestida con un huipil y aguas de tonalidades azules. En la mano izquierda sujetaba una rodela con una hoja ancha y redonda que se cría en el agua, llamada atlacuecona.
La muerte y la enfermedad cuasadas por Tlaloc, Chalchiuhtlicue, los tlaloque, los tepictoton y los ahuaque, miembros del complejo del dios de la lluvia, se vinculaban frecuentemente con la lluvia, el agua y el frío. Chalchiuhtlicue enfermaba a la gente cerca de sus dominios, los ríos y los arroyos (Ponce de León 1973: 124-125). Los indígenas la representaban como una mujer, diciendo que era hermana de los dioses de la lluvia que llaman Tlaloques, defendiendo que tenía el poder sobre el agua de los océanos, mares y ríos. La honraban porque podía ahogar a quienes andaban en dichas aguas, así como también causar tempestades y torbellinos en ellas.

## Códice Borgia
Entre los llamados Nueve Señores de la Noche, que constantemente acompañan a la serie de signos de los días en el tonalpohualli de algunos manuscritos, Chalchiuhtlicue ocupa el sexto lugar, mientras que en la otra serie de trece deidades que acompañan a los dignos de los días (Borbónico, Tonalámatl Aubin) está en el tercer lugar. El punto cardinal que pertenece a Chalchiuhtlicue es el de Occidente.
Las formas de representación de esta deidad femenina en los códices del Grupo Borgia son más o menos diferentes, y eso tanto en la comparación de los manuscritos entre también dentro de cada uno en particular.
La mayor homogeneidad la muestran las representaciones en el Borgia, al cual debe añadirse, en este aspecto, el Bolonia. En el Bolonia aparece la cabeza de la diosa como acompañante de los signos de los días varias veces. Sin embargo la diosa en figura completa, solamente una vez. Solo estos dos códices muestran formas determinativas de la indumentaria de Chalchiuhtlicue. Una parte de estas formas ocurre en la representación de Chalchiuhtlicue de los demás manuscritos, sin embargo, sin carácter determinante, por el hecho de aparecer varias veces también en otras figuras.
Las figuras de Vaticano se deben unir a las del Borgia de manera no uniforme y solamente en detalles. Una de las figuras del Vaticano (lámina 81) es una representación de Tlazoltéotl, sin embargo, ataviada con el yelmo de cabeza de reptil y el tocado de Chalchiuhtlicue. Los pasajes paralelos representan a Chalchiuhtlicue.
En el Bolonia Chalchiuhtlicue está caracterizado por la misma pintura facial que las figuras del Borgia a las cuales corresponde también la indumentaria de una sola figura. La cabeza de la diosa aparece como sexto, decimoquinto, vigesimocuarto, etc. acompañante en la serie de signos de los días en las láminas 1-8, aquí, con una variante de la nariguera de Chalchiuhtlicue que no se presenta de ordinario.

## Celebraciones
El ceremonial consagrado a la Diosa del Agua incluía diversas festividades. En el primer día del mes inicial del año (Atlahualco = “cesan las aguas”), se celebra un ritual en honor de Quetzalcóatl, los Tlaloques y Chalchiuhtlicue con el fin de atraer a las lluvias. este mes era conocido también como Xilomaliztli (“ofrenda de jilotes”) e integraba lo que Carrasco (1979: 56) ha llamado el “segundo ciclo de los dioses del agua, la lluvia y las plantas cultivadas”. Las ceremonias de este periodo estaban relacionadas con las estaciones y los rumbos del mundo, es decir, con el Oriente (Este) lugar donde localizaban el Tlalocan, y con el Oeste asociado al mítico Temoanchan. De tal manera, la mitad del año (cuadrante NE y SE) era la época de las celebraciones a los Tlaloque.
La fiesta en su honor era Etzalqualiztli, los que eran devotos y la festejaban solían ser los granjeros que tenían sus tierras cerca de alguna masa de agua, los que vendían en canoas y los que vendían tinajas en la plaza. Los dioses y reyes la veneraban mucho junto con otras dos, Chicumecoatl, diosa de los mantenimientos, y Vixtocivatl, diosa de la sal; las tres eran las diosas que ayudaban a la gente popular.Se trata de una de las fiestas que expresan de forma más vistosa las características de la descarga de la lluvia y las formas femeninas de la maternidad. Simboliza, igualmente, las aguas originales y maternas. Para la celebración de esta fiesta todos hacían una manera de puchas, o poleadas llamadas etzalli (comida delicada al gusto). Cada uno comía en su casa y compartía con quien venía. En esta misma fecha a los ministros de los ídolos que habían tenido algún fallo en su servicio los castigaban fuertemente en el agua de la laguna, hasta dejarlos moribundos y abandonarlos en las orillas a su suerte. Posteriormente sus familias iban a recogerlos y llevarlos a sus casas (Sahagún, 1829).
Durante las fiestas del mes de Atemoztli, “descendimiento de las aguas”, muchos hacían sacrificios en sus ritos caseros punzándose con puntas de maguey los lóbulos, las orejas, lengua o muslos. Se modelaban también figuras de montes y pequeños ídolos hechos de masa de ciertas semillas, que después de cocinados se descuartizaban imitando la ceremonia de los sacrificios humanos. Los miembros se repartían entre los familiares a fin de preservarse de las enfermedades relacionadas con la divinidad, la hidropesía o la lepra. En los grandes templos que se encontraban en lo alto de los montes se sacrificaban los humanos, especialmente niños. Las ceremonias consagradas a la diosa incluían varias festividades, al menos los meses de sequía y generalmente a través de sacrificios infantiles también
En culto a las Diosas del Agua en Mesoamérica bien podría remontarse a los inicios del proceso civilizatorio. Aquí es necesario tener presente a la enorme estatua monolítica de estilo arcaico hallada en Teotihuacán, que ha sido interpretada como Chalchiuhtlicue en razón de su falda decorada con una franja de volutas semejantes a las que se usaron en los tiempos históricos como signo alt (“agua”), y a las que se adornaron las representaciones pictográficas de la divinidad. De acuerdo con esta orientación, creo que la opinión de Nicholson (1976: 164) en el sentido de que Chalchihuitlicue “probablemente no tenía su correspondiente en la zona maya”, debe ser ampliamente discutida dado que existen importantes elementos que fundamentan una opinión en sentido contrario, planteamiento que desarrolló al final del capítulo con base en sus manifestaciones hierofánicas de carácter selénico, y a sus raíces terrenales propias de una economía agrícola de temporal, dependiente de las estaciones climáticas.

## Relación de Chalchiuhtlicue yTláloc
Chalchiuhtlicue, deidad que representa al agua bajo distintos fenómenos tiene estrecha relación y liga sus entrañas con el Golfo de México, pues conforma el hueyalt, que recibe el nombre de Chalchiuhtlicueyecalt que en su traducción al español significa “morada de la que tiene falda de esmeraldas”. Esta deidad tiene estrecha relación con Tláloc, pues ambos son considerados como dioses del agua. Se dice que los Tezcatlipocas, después de crear al mundo, dan organización particular a las aguas y crean a Tlalloccantecuhtli y a su consorte Chalchiuhtlicue, declarados dioses del líquido elemento. Númenes de alta jerarquía para pueblos eminentemente agrícolas, a tal grado que el Templo Mayor de Tenochtitlán tiene en la cumbre dos adoratorios, uno dedicado a Huitzilopochtli que se supone la deidad principal de los aztecas, y el otro a Tláloc.
El aposento de la pareja divina de las aguas, tiene cuatro compartimientos, en medio de los cuales hay un gran patio con cuatro estanques llenos de diversas aguas: la buena para los panes y simientes; la que anubla las plantas, la que las hiela; y otra improductiva que las pudre o las seca. Cada rumbo es custodiado por uno de los cuatro Tlaloques, ministros de Tláloc. Este sitio es el Tlallocan, “paraíso de Tlaloc”, lugar de la abundancia donde se esconde la luna y ambos recorren el mismo cielo, el Ilhuicatl Meztli, “camino celeste de la luna”.
Para que Tláloc de a los hombres las aguas propicias, no demasiado abundantes sino mesuradas, se le realizan ceremonias durante el mes llamado Atemoztli, “Descendimiento de las aguas”; su símbolo es el agua corriendo cuesta abajo por la escalera de un templo dedicado a este numen, a su consorte Chalchiuhtlicue, “la de la falda de jades” y Tlaloques, sus ministros. En ocasiones, para referirse a esta época, pintan a Tláloc con el rayo en una mano y dos mazorcas de maíz en la otra, precipitándose hacia la tierra o en actitud de despeñarse desde lo alto de un templo que simboliza a los cerros.
Antes de describir las representaciones de las deidades acuáticas, cabe mencionar que la anteojera en sí misma no es suficiente para
identificar y reconocer a Tláloc. Actualmente cuando los arqueólogos encuentran esculturas de barro o piedra con anteojeras y con círculos alrededor de la boca, cuya pintura original ya no existe, no pueden identificarlas automáticamente como representaciones de Tláloc solo por la presencia de estos rasgos, ya que se pueden tratar también de otros dioses. La anteojera de Tláloc es al mismo tiempo el chalchihuitl, el jade precioso, que es también una gota redonda de agua.
Según Sahagún (1963, XI: 247) los ríos fluyen del útero de la tierra en forma de montaña, de donde los
manda Chalchiuhtlicue. Existen diferentes representaciones de estas deidades en diversos códices, en algunos, por ejemplo, se refleja como el agua fluye de la boca del monstruo terrestre, que en algunas ocasiones es representada por Quetzalcóatl. En otros, los ríos salen de Chalchiuhtlicue, algunas veces esta representación tiene forma de víbora y los adornos de la diosa llevan marcas distintivas de la serpiente. Las mismas características distinguen a Chalchiuhtlicue, su nariguera serpentina y el glifo de Chachihuitl. En otros códices, Tláloc muestra las mismas características que su compañera Chalchiuhtlicue, se caracterizan por las rayas y los círculos de la serpiente asociada con el agua y la tierra.